# Wire (гурт)
Wire — англійський рок-гурт, що утворився 1976 року у Вотфорді (Англія), який вважають одним із найвпливовіших колективів постпанку..
Wire починав свій творчий шлях на панк-сцені (свідченням чого є участь у компіляції Live at The Roxy), але швидко відійшов від загального напрямку і взявся за створення експериментальної музики, що не підлягав під пряму категоризацію. Преса відзначала у Wire спільні риси з Брайаном Іно, Velvet Underground, Roxy Music, Can і Кептеном Біфхартом, хоча самі музиканти групи стверджували, що ніхто на них не впливав. Перші три альбоми Wire, як зазначали фахівці, відіграли ключову роль у формуванні та становленні пост-панку як окремої гілки музичного розвитку.
Характерними особливостями стилю Wire були: вкрай деталізоване звучання (із загальним присмаком «атмосферності»), що постійно розвивалося, загадкові тексти і (меншою мірою) прихильність ідеям ситуаціонізму. Згідно з Allmusic, «здатність гурту до постійного самооновлення, так само як готовність — за відсутності свіжих ідей — припинити діяльність на невизначений строк забезпечили їй довголіття і незмінну актуальність».
Великого комерційного успіху Wire не мали: найвищими досягненнями гурту в британських чартах залишаються #39 (альбом 154, 1979) і #48 (сингл «Chairs Missing», 1978) Однак, як відзначали оглядачі Trouser Press, зауваження Брайана Іно про те, що «Velvet Underground продали не так вже й багато платівок, але схоже, кожен, хто купив хоча б одну, потім утворив власний гурт», рівною мірою має стосунок до Wire та їхніх послідовників, яких у 1980-1990-х роках виявилося безліч.

## Історія гурту
1976 року Wire утворили студенти Вотфордського художнього коледжу Колін Ньюман (англ. Colin Newman) і Джордж Гілл англ. George Gill) разом з техніком і інженером Брюсом Гілбертом (англ. Bruce Gilbert). Пізніше до складу (який спочатку мав назву Overload) приєдналися басист Грем Льюїс (англ. Graham Lewis) і барабанщик Роберт Гоутубед (англ. Robert Gotobed, справжнє ім'я — Роберт Грей): так сформувався перший склад Wire.

### Перший склад

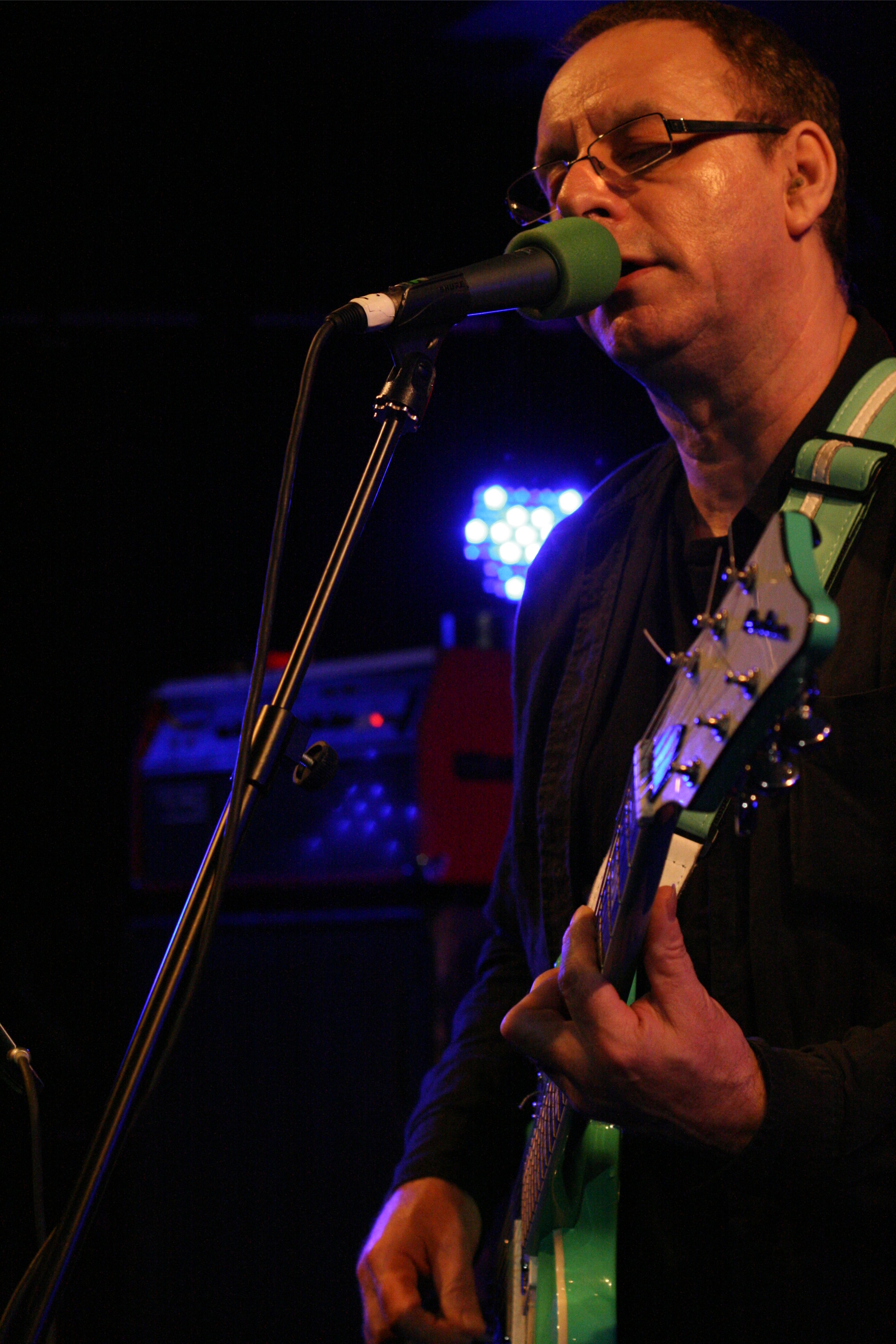
Колін Ньюман, 2011

Гурт почав виступати в Лондоні, все більш захоплюючись експериментами, але при цьому спрощуючи стиль і розробляючи свій фірмовий різновид панк-мінімалізму. Концерт у клубі «Roxy» на початку 1977 (проведений вже без звільненого зі складу Гілла) виявився вирішальним: Майк Торн, який готував матеріал для концертного панк-збірника, включив у свою компіляцію два треки гурту і допоміг музикантам підписати тієї ж осені контракт з EMI.
Альбом Pink Flag (21 трек, в середньому півторихвилинної тривалості), був записаний продюсером Торном (який став свого роду п'ятим учасником колективу і відіграв тут також на клавішних), і його захоплено зустріла музична критика. Такі речі, як 1 2 «XU», «Lowdown», «Fragile», «Mannequin» рецензенти Trouser Press називають «незабутніми». Альбом неодноразово називали згодом одним з перших в арт-панк-жанрі. Гурт тут, з одного боку (згідно Allmusic), продемонстрував «вірність екстремальному панк-року, з другого — створив атмосферу внутрішньої напруженості і <вніс в аранжування> елемент абстракції».
Chairs Missing, записаний також з Торном-продюсером, навесні 1978, ознаменував несподіваний для багатьох відхід гурту від панк-принципів: в пресі з'явилися (далеко не завжди компліментарні) порівняння Wire з ранніми Pink Floyd (позначилося і те, що в EMI їх курирував той самий менеджер, що колись підписував контракт з Pink Floyd). До панківсько мінімалізму першого альбому тут додалися атмосферність і багатошаровість звучання, а основними темами стали відчуженість, самотність, безумство (заголовок альбому — частина англійського ідіоматичного виразу «… a few chairs missing in <one's> front room», що означає «не всі вдома»). У текстах гурту рецензенти відзначили елементи імпресіонізму, впливу біт-поезії («On Returning»).
Лише скандал в EMI, пов'язаний з «пейолою» (незаконними виплатами радіоведучим) завадив синглу «Outdoor Miner» стати хітом. Влітку 1978 року Wire вперше виступили в США, а в березні 1979 року провели турне по Європі з Roxy Music. При цьому — що було взагалі характерно для гурту — вони грали, переважно, матеріал не з останнього альбому, чого очікувала аудиторія, а майбутнього, який ще не вийшов (в цьому випадку — 154).
Третій альбом 154 був названий за кількістю концертів, які Wire відіграли до того часу. Гурт, у складі якої Льюїс взяв на себе функції другого вокаліста, продовжив у ньому студійні експерименти зі створення багатошарового, мелодійного звучання. Здавалося, платівка була приречена на комерційний успіх, але в дійсності сталося цілком протилежне: EMI розірвала з ними контракт і після хаотичного виступу в лондонському Electric Ballroom (що пізніше вийшов на концертному Document and Eyewitness) Wire занурилися в п'ятирічну «сплячку». Істотним чинником, що зумовив розпад, називають також гранично загострений конфлікт між «мелодійним» (Ньюман і Гоутубед) і «шумовим» (Гілберт, Льюїс) таборами.
Критики відзначали, що перші три альбоми Wire продемонстрували темпи творчого розвитку майже неймовірні для лише трьох років. Почасти саме ця здатність до розвитку забезпечила гурту міцну репутацію родоначальників альтернативного року, що вирішальним чином вплинули на такі гурти, як REM, Minor Threat, Mission of Burma, Sonic Youth, The Minutemen, Hüsker Dü і Big Black.

### Розпад і возз'єднання
1980 року Гілберт і Льюїс заснували міні-лейбл Dome Records і зайнялися низкою проектів, які продовжують тенденції злиття пост-панку і ембієнту, що намітилися ще в Chairs Missing: Dome, Cupol, BC Gilbert & G Lewis, Duet Emmo, P'o (спільно зі співачкою AC Marias).
У 1985 році група повернулася (оголосивши себе «beat combo»: гітари-бас-ударні) — з EP Snakedrill, платівкою жорсткого та економного звучання, трек з якої, «Drill» (пізніше ліг в основу цілого альбому, складеного з різних його версій), став свого роду програмною заявою нового, постійно мінливого складу. Ideal Copy (1987) повною мірою втілив у собі нові прагнення гурту, який намагався поєднати тепер авант-поп з цифровою технологією і танцювальними ритмами. Однак (згідно з Trouser Press) можна вже було сказати, що музика групи випереджає свій час: «те ж, і краще — робили New Order». Одні поспішили заявити, що Wire втратили статус "культових героїв ", інші відзначали, що, принаймні, вони продемонстрували прагнення до розвитку, а не стали займатися самоповторенням, як багато гуртів першої панк-хвилі, що возз'єдналися.
Заручившись підтримкою нової аудиторії (переважно тепер у США), Wire продовжили експерименти з електронікою в більш однорідному й послідовному альбомі A Bell Is a Cup ... Until It Is Struck (1988), який критики відзначили як зразок якісно нового різновиду інтелектуальної поп-музики. Зазначалося також, що гурт вчергове продемонстрував, що процес для них важливіший від результату: значна частина матеріалу платівки — спроба студійними маніпуляціями створити нові треки з концертних записів, зроблених в США та Португалії.
Альбом Manscape (1990) записаний з драм-машиною, яка замінила Роберта Гоутубеда (якого Trouser Press називає «одним з найбільших у світі барабанщиків-мінімалістів»): критики оцінили його вкрай низько. Після остаточного відходу Гоутубеда зі складу тріо скоротилося у назві до Wir і випустило The First Letter (1991), після чого на три роки всі музиканти повернулися до своїх сольних проектів. Досить повно документований цей період їх творчості в збірнику Wire 1985—1990: The A List.

### 1996— донині
На початку 1990-х років нове покоління альтернативних рокерів звернулося за натхненням до спадщини Wire: спочатку REM і Big Black зробили кавери на пісні гурту, потім Elastica у своєму першому альбомі так відверто «процитували» «Three Girl Rhumba», що виникла справа про плагіат (залагодили поза судом). У 1996 році Wire зібралися разом (з Гоутубедом) заради одного концерту на честь 50-річчя Брюса Гілберта, після чого замовкли ще на 3 роки.

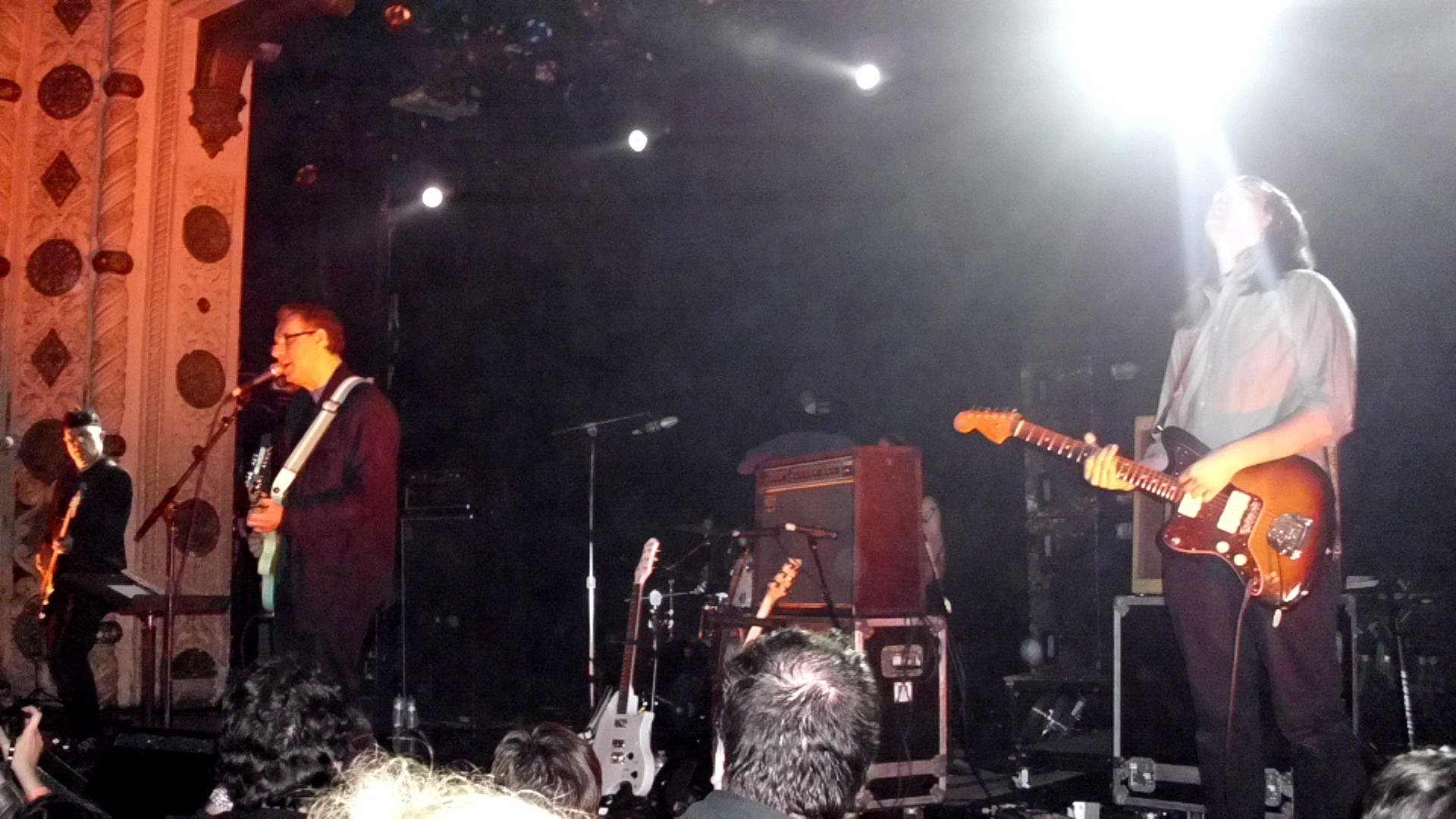
Wire 2011

2000 року гурт відновив концертні виступи в Британії, але виконував переважно старі речі: деякі їх оновлені версії були зібрані в альбомі The Third Day (2000). Новий матеріал, що з'явився в Read & Burn 01/02 (дві EP), і альбомі Sand (2003), ознаменував повернення гурту «до коріння, але на новому рівні свідомості». Захоплені відгуки отримали концертні виступи Wire, які дотоді почали співпрацю з дизайнером Езом Девліном і художником Джейком Чепменом. 2006 року перевидано ранні альбоми року, а в листопаді 2007 року вийшов Read & Burn 03.
У липні 2008 року вийшов новий студійний альбом гурту Object 47, у запису якого Брюс Гілберт (за словами Коліна Ньюмана) брав лише «мінімальну участь» (починаючи з квітня гурт гастролює — без нього, але з Маргарет Фідлер Макгінніс, екс — Laika). Wire оголошені хедлайнерами лондонського фестивалю  Offset Festival  (разом з Gang of Four). Деякий час вважали, що постійним гітаристом групи може стати Пейдж Хемілтон (екс — Band of Susans, Helmet), але ці повідомлення не підтвердилися.
10 січня 2011 вийшов 12-й студійний альбом гурту Red Barked Tree, в якому (згідно з BBC) помітні «відродження інтересу до текстів …, а також нова — контрольована в нових каналах енергійність, — наслідок масштабних гастролей Wire останніх років». Новий альбом гурт створював і записував у складі: Колін Ньюман, Грем Льюїс і Роберт Грей.

## Дискографія

### Студійні альбоми
- Pink Flag(інші мови) (1977)
- Chairs Missing (1978, UK #48)
- 154 (1979, UK #39)
- The Ideal Copy (1987 UK #87)
- A Bell Is a Cup…Until It Is Struck (1988)
- It's Beginning To And Back Again (1989)
- Manscape (1990)
- The Drill (1991)
- The First Letter (1991)
- Send (2003)
- Object 47 (2008)
- Red Barked Tree (2011)
- Change Becomes Us (2013)

### Сингли / EPs
- Mannequin (1977)
- I am the Fly (1978)
- Dot Dash (1978)
- Outdoor Miner (1979, UK #51)
- A Question of Degree (1979)
- Map Reference 41°N 93°W (1979)
- Our Swimmer (1981)
- Crazy About Love (1983)
- Snakedrill EP (1986)
- Ahead (1987)
- Kidney Bingos (UK #88)
- Silk Skin Paws (1988)
- Life in the Manscape (1990)
- So and Slow It Goes (1991, как Wir)
- First Letter (1995, с участием Hafler Trio)
- Vien (1997, Wir)
- Twelve Times You (2001)
- Read & Burn — 01 (2002)
- Read & Burn — 02 (2002)
- Read & Burn — 03 (2007)